# The Reformation of Kid Hogan
The Reformation of Kid Hogan è un cortometraggio muto del 1912 diretto da Lloyd B. Carleton.

## Produzione
Il film fu prodotto dalla Lubin Manufacturing Company.

## Distribuzione
Distribuito dalla General Film Company, il film - un cortometraggio in una bobina - uscì nelle sale statunitensi l'8 aprile 1912.